# Ryūun-in (Matsumae)
Le Ryūun-in (龍雲院) est un temple bouddhiste à Matsumae, sur l'île de Hokkaidō au Japon. Cinq de ses bâtiments sont désignés biens culturels importants. Le temple est fondé en 1625 et est agrandi en 1842.

## Bâtiments
Le hon-dō, le kuri, le sōmon, le shōrō et le dozō sont tous désignés biens culturels importants.